# Терада Сюхей
Сюхей Терада (яп. 寺田 周平, нар. 23 червня 1975, Йокосука) — японський футболіст, що грав на позиції захисника.
Виступав, зокрема, за клуб «Кавасакі Фронтале», а також національну збірну Японії.

## Клубна кар'єра
У дорослому футболі дебютував 1999 року виступами за команду клубу «Кавасакі Фронтале», кольори якої і захищав протягом усієї своєї кар'єри гравця, що тривала дванадцять років. 

## Виступи за збірну
У 2008 році дебютував в офіційних матчах у складі національної збірної Японії. Протягом кар'єри у національній команді, яка тривала усього 2 роки, провів у формі головної команди країни 6 матчів.